# أسهم الخزينة

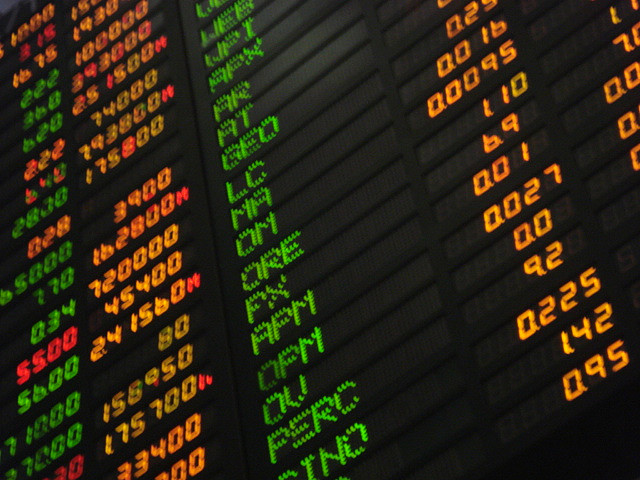

أسهم الخزينة (بالإنجليزية: Treasury stock)‏ هي الأسهم التي تقوم الشركة المصدرة للأسهم بإعادة شرائها من السوق عن طريق عملية شراء من خلال بورصة الأوراق المالية وأسهم الخزينة لا يحق لها توزيعات أو حق التصويت خلال فترة ملكية الشركة لها.
تلك الأسهم التي تقوم الشركة باقتنائها (من أسهمها المصدرة) وتفصح عن قيمتها (بتكلفة الاقتناء) في جانب حقوق الملكية وتعتبر من حسابات حقوق الملكية المقابلة لانها تخفض حقوق الملكية وهذا التخفيض يمكن تسميته تخفيض مؤقت لرأس المال ولكن غير فاعل. وأسهم الخزينة لا يحق لها توزيعات أو حق التصويت خلال فترة ملكية الشركة لها.
هذا سيؤدي إلى تخفيض أصول الشركة أو إلى زيادة التزاماتها وفي المقابل انخفاض في حقوق الملكية وبذلك يمكن النظر إلى شراء أسهم الخزينة على أنه تخفيض لحقوق المساهمين، وليس حصولاً على أصل جديد للشركة.
ولذا تنص معايير المحاسبة الدولية على إظهار بند أسهم الخزينة كبند منفصل في حقوق المساهمين، كما أن المعايير الدولية تنص على عدم استفادة أسهم الخزينة من أي توزيعات خلال تملك الشركة لهذه الأسهم. وغالباً ما يتم إعدام الأسهم الخزينة من أجل تخفيض عدد الأسهم الحرة في السوق وزيادة أسعارها وبالتالي زيادة ربحية الاسهم وكذلك زيادة نسبة التوزيعات، مشيراً إلي أن كثيرا من الاسهم ترتفع اسعارها نتيجة انخفاض عدد الأسهم المعروضة للتداول.

## أسباب اقتناء أسهم الخزينة
- مكافئة الموظفين: احيانا عندما يكون أحد الموظفين وخصوصا المدراء التنفذين اكفياء يتم مكافئتهم بجعلهم من ملاك الشركة أي بمنحم اسهم الخزينة وبهذا تتطمأن الشركة لاستمرار كفائته حيث انه أصبح مساهما واي مجهود يبذله سيكون ناتجه منعكسا على قيمة الاسهم التي يملكها بلاضافة لارباحة التي سيحققها منها.
- استعدادا لزيادة رأس المال وتحصيل قيمة أعلى من القيمة الاسمية: أحيانا عندما تقرر الشركة التوسع من مصلحتها ان تطرح اسهم جديدة للاكتتاب وكلما كانت القيمة المباعة بها اعلى من القيمة الاسمية ستوفر للشركة مصدر نقدي اضافي، ولهذا وقبل توزيع الارباح على المساهمين تقوم الشركة بشراء اسهم الخزينة، وطبعا فإن هذه الاسهم تفقد الحق بالارباح وبهذا يزيد مبلغ ربح السهم الموجود بالسوق مع بقاء نسبة التوزيع ثابته مما يجعل السوق يثق بالشركة نظرا للمبلغ الجيد الموزع مما يجعل السوق راغبا باسهم الشركة وعندها تنتهز الشركة الفرصة لطرح اسهم للاكتتاب لأن الإقبال عليها سيكون جيدا وتتمكن الشركة من تحصيل الاكتتاب بالكامل من جهة وبيع السهم بأعلى من قيمته الاسمية من جهة، ثانيا وفقا لسعر التداول بالسوق الذي ارتفع نتيجة توزيع مبالغ ارباح جيدة.
- تخفيض رأس المال: إذا أرادت الشركة تخفيض رأس المال فقد تلجأ إلى إلغاء أسهم الخزينة.